# Les Salces
Les Salces község Franciaország déli részén, Lozère megyében. 2010-ben 95 lakosa volt.

## Fekvése
Les Salces az Aubrac-hegység déli peremén fekszik, a Taillat-patak völgyében, 1060 méteres (a községterület 789-1452 méteres) tengerszint feletti magasságban, Saint-Germain-du-Teiltől 7 km-re nyugatra, Lozère és Aveyron megye határán. A község területének 37%-át (1684 hektár) erdő borítja.
Délnyugatról Les Hermaux, nyugatról Trélans és Aurelle-Verlac, északról Nasbinals és Marchastel, keletről Saint-Laurent-de-Muret és Chirac, délkeletről Le Monastier-Pin-Moriès, délről pedig Saint-Germain-du-Teil községekkel határos. Délnyugati határát a Doulounet-patak alkotja. A községterület hosszan elnyúlik északnyugati irányban, az Aubrac-fennsík egy része is hozzá tartozik.
A falut a D52-es megyei út köti össze Saint-Germain-du-Teil-lel (8 km) és a Bonnecombe-hágón (1350 m) keresztül Nasbinals-lal (22 km). A Trébatut-hágón (1100 m) keresztül Le Monastier felé (11 km) a D56-os út teremt összeköttetést.
A községhez tartozik Le Fromental, Pierrefiche, Ressenades, Ginestoux és Salles-Basses.

## Története
Les Salces a történelmi Gévaudan tartományhoz tartozott. Egyházközsége a monastieri monostor, majd később a mende-i püspökök birtoka volt. Bassurels után a megye 2. legritkábban lakott községe (1,79 fő/km² 1999-ben).

### Demográfia
| Év   | Lakosság |
| ---- | -------- |
| 1793 | 472      |
| 1851 | 504      |
| 1876 | 533      |
| 1901 | 433      |
| 1936 | 305      |

| Év   | Lakosság |
| ---- | -------- |
| 1946 | 251      |
| 1954 | 193      |
| 1962 | 196      |
| 1968 | 184      |

| Év   | Lakosság |
| ---- | -------- |
| 1975 | 152      |
| 1982 | 106      |
| 1990 | 86       |
| 1999 | 82       |
| 2010 | 95       |

## Nevezetességei
- Temploma a 13. században épült román stílusban. Két 14. századi sírkő is található itt.
- Az első világháború áldozatainak emlékműve.[3]

## Lásd még
- Lozère megye községei